# 尤登堡上方圣格奥尔根
尤登堡上方圣格奥尔根是奥地利施蒂利亚州穆尔河谷县的一个市镇。总面积44.32平方公里，总人口934人，人口密度21.1人/平方公里（2005年）。